# دولنی لووتشکی
دولنی لووتشکی (به چکی: Dolní Loučky) یک منطقهٔ مسکونی در جمهوری چک است که در ناحیه برنو-تسوونتری واقع شده‌است. دولنی لووتشکی ۸٫۱۳ کیلومتر مربع مساحت و ۱٬۲۱۱ نفر جمعیت دارد و ۲۸۳ متر بالاتر از سطح دریا واقع شده‌است.